# Chi Cú lợn rừng
Chi Cú lợn rừng, tên khoa học Phodilus, là một chi chim trong họ Tytonidae.

## Các loài
- Phodilus assimilis: Cú lợn rừng Sri Lanka
- Phodilus badius: Cú lợn rừng phương Đông
- Phodilus prigoginei: Cú lợn rừng Congo